# Francis Veber
Francis Veber (Neuilly-sur-Seine, França, 28 de juliol de 1937) és un dramaturg, cineasta i guionista francès. Fill de pare jueu i mare armènia. Alguns dels seus guions i films han estat convertits en obres de teatre i estrenats a Barcelona.

## Filmografia

### Director
- 1976 : Le Jouet
- 1981 : La Chèvre
- 1983 : Les Compères
- 1986 : Les Fugitifs
- 1989 : Tres fugitius (Three Fugitives)
- 1992 : Out on a Limb
- 1996 : El jaguar
- 1998 : El sopar dels idiotes
- 2000 : Sortir de l’armari
- 2002 : Tais-toi !
- 2006 : El joc dels idiotes
- 2008 : L'Emmerdeur

### Guionista
Francis Veber també és guionista de pel·lícules que ha realitzat, a excepció de Out on a Limb.
- 1969 : Appelez-moi Mathilde de Pierre Mondy
- 1972 : Il était une fois un flic de Georges Lautner
- 1972 : Le Grand Blond avec une chaussure noire d'Yves Robert
- 1973 : La Valise de Georges Lautner
- 1973 : L'Emmerdeur d'Édouard Molinaro
- 1973 : Le Magnifique de Philippe de Broca (non crédité)
- 1974 : Le Retour du grand blond d'Yves Robert
- 1975 : Le Téléphone rose d'Édouard Molinaro
- 1975 : Adieu poulet de Pierre Granier-Deferre
- 1975 : Peur sur la ville d'Henri Verneuil
- 1976 : On aura tout vu de Georges Lautner
- 1978 : El cop de cap de Jean-Jacques Annaud
- 1978 : Casa de boges d'Édouard Molinaro
- 1979 : Cause toujours... tu m'intéresses! d'Édouard Molinaro
- 1980 : Casa de boges 2 d'Édouard Molinaro
- 1980 : Les Séducteurs sketch d'Édouard Molinaro
- 1982 : Més que col·legues de James Burrows
- 1985 : Hold-up d'Alexandre Arcady
- 1994 : El pare, un heroi de Steve Miner
- 1995 : Fantôme avec chauffeur de Gérard Oury
- 1998 : Dead Letter Office de John Ruane

## Estrenes a Barcelona
- 1998, 7 juliol. El sopar dels idiotes (en català). Títol original Le Dîner des cons. Traducció, adaptació i direcció de Paco Mir, protagonitzada per Lluís Marco i Ricard Borràs. Estrenada al teatre Condal de Barcelona.
- 2004. Matar al presidente (en castellà). A partir del guió Le Contrat. Estrenada al teatre Condal de Barcelona. Amb Joan Pera i Paco Morán
- 2008, 24 de novembre. El joc dels idiotes (en català), adaptació teatral de Marc Rosich a partir del guió cinematogràfic "La Doublure" (en argot teatral: "el suplent"). Estrenada al teatre Condal de Barcelona. Protagonitzada per Joan Pera i Lloll Bertran.